# Андре Де Тиен
Андре Де Тиен (на френски: André De Tienne) е белгийски и американски семиотик, извънреден професор по семиология в Университета на Квебек в Монреал и професор в Университета Индиана - Пърдю в Кълъмбъс, Индиана.
Главен редактор е на проекта за издаване на съчиненията на Чарлс Пърс.

## Биография
Андре Де Тиен получава бакалавърска степен в университета „Свети Луи“ в Брюксел, Белгия (1982), а магистърска (1984) и докторска (1991) – в Католическия университет в Лувен, Белгия.
Член е на Обществото „Чарлс С. Пърс“ и на Изпълнителния комитет на Международната асоциация за семиотични изследвания. Вицепрезидент на Семиотичното общество на Америка (2012).

## Признание и награди
Носител е на наградата „Даниел Копитерс де Гибсон“ (1992) и е лауреат на Кралската академия на Белгия (1993).